# Гроте (Кјети)
Гроте (итал. Grotte) је насеље у Италији у округу Кјети, региону Абруцо.
Према процени из 2011. у насељу је живело 21 становника. Насеље се налази на надморској висини од 336 м.